# Неум

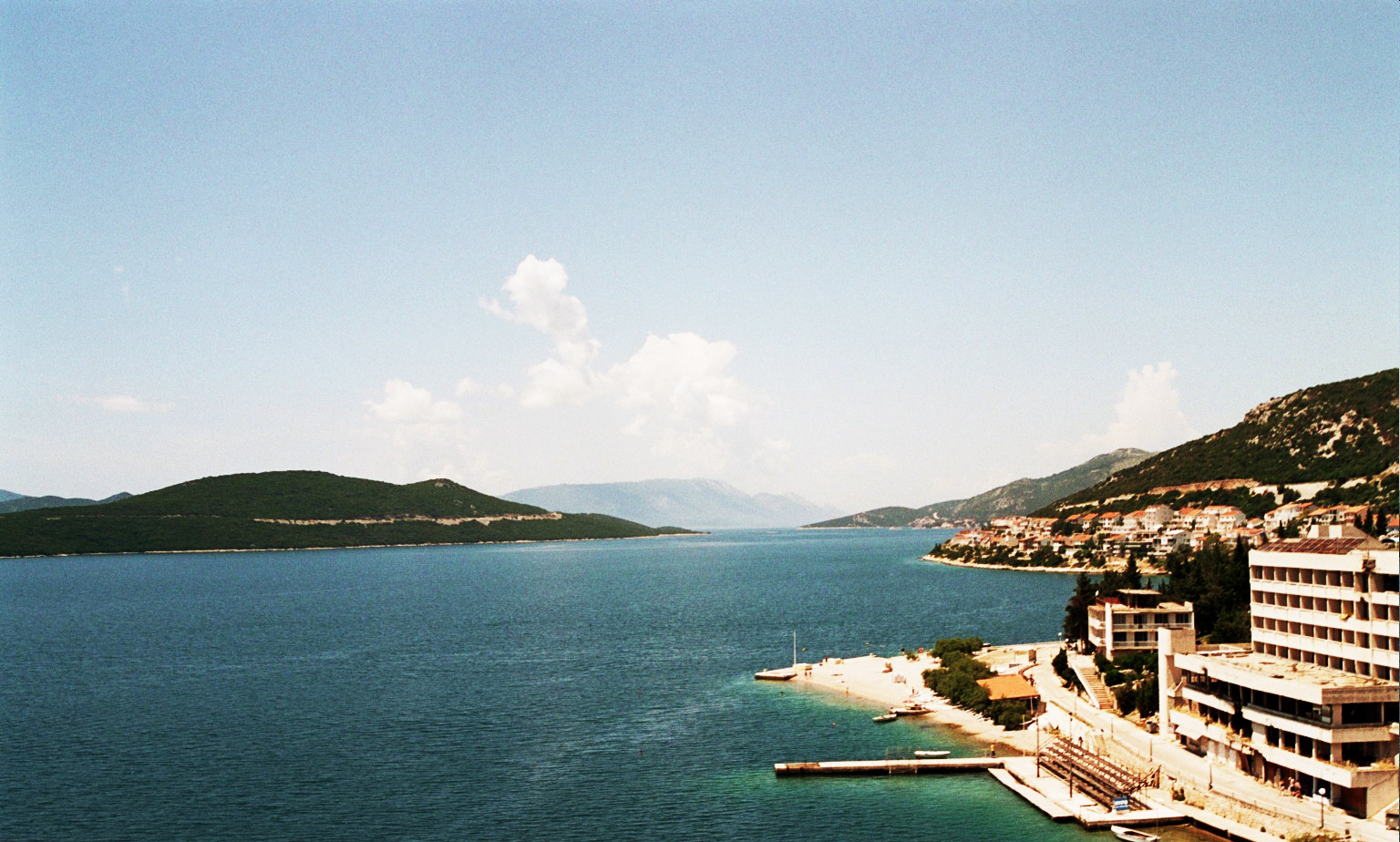
Узбережжя Адріатичного моря біля Неума

Неум (хорв. Neum, босн. Neum, серб. Неум, латина Neum, грецька Nèon, Νεον) — єдиний населений пункт Боснії і Герцеговини, що має вихід до Адріатичного моря. Він розташований в південній частині країни в Герцеговинсько-Неретванському кантоні, межує з Дубровницько-Неретванською жупанією Хорватії. Протяжність Неума до хорватських кордонів 9 км, але, завдяки тому, що від нього до моря вдається витягнутий, незаселений, гористий півострів Клек, довжина берегової лінії країни становить 24,5 км.

## Клімат

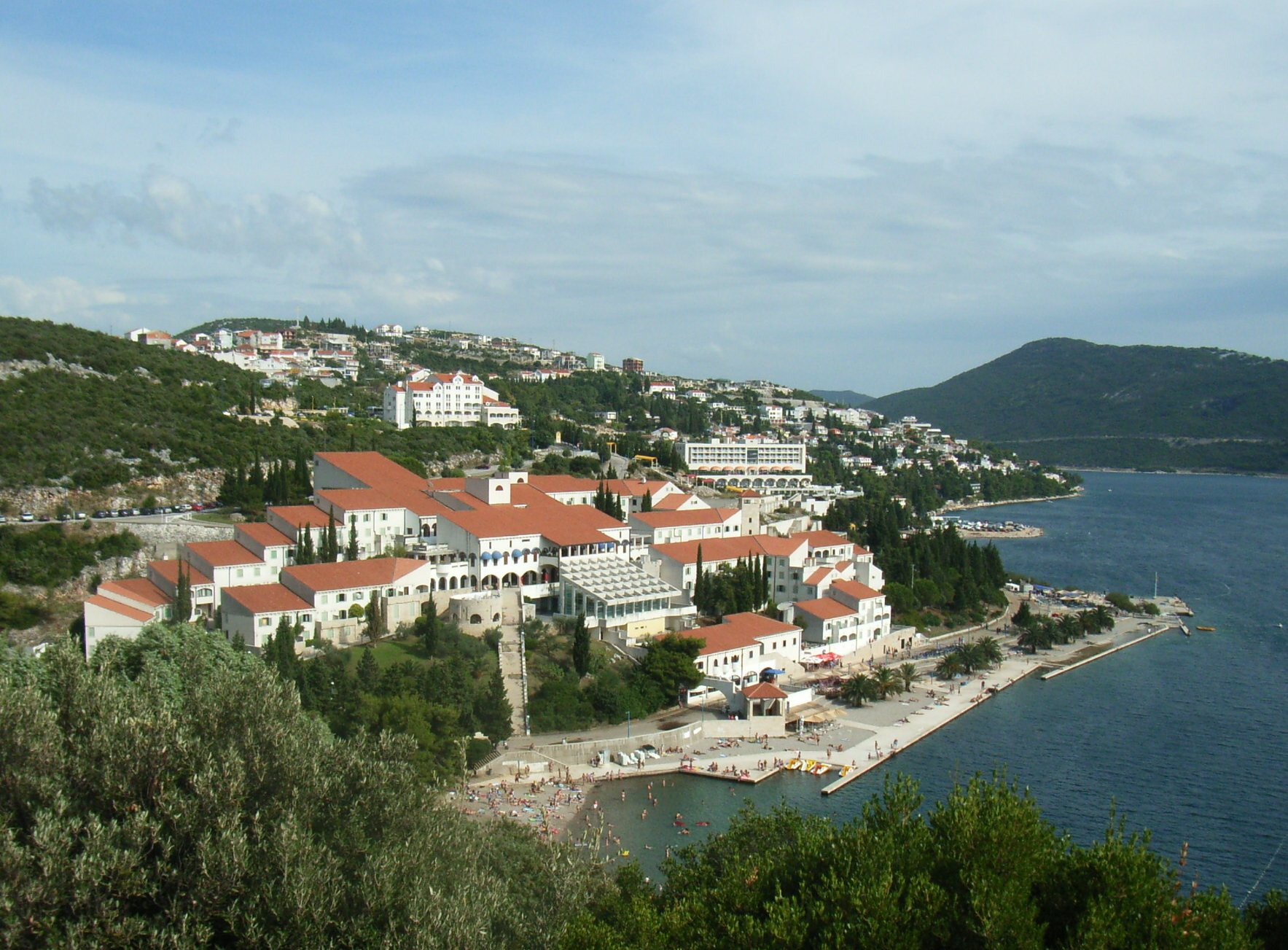
Неум з півночі

Завдяки приморському положенню, Неум є найтеплішим місцем країни (середня температура січня +9°С, липня - +25°С) з субтропічним середземноморським кліматом. Опадів понад 1000 мм на рік; випадають, в основному, у зимовий період. Галечні пляжі, чисте море і тривале літо перетворили Неум на чудовий курорт.

## Історія
Територія, на якій розташований Неум, в античний і середньовічний період в результаті багатих історичних подій переходила від однієї сильної середземноморської держави до іншої. З XIV ст був в складі Рагузької республіки, але в 1699 році, після невдалої для Туреччини війни, коли, згідно з умовами Карловицького договору, Далмація перейшла під владу Венеції, Рагуза, щоб не дати в майбутньому можливості венеційцям атакувати себе з суші, поступився Неумом Османській імперії, відгородившись тим самим від венеційських володінь на суші. Турецьким Неум залишався до окупації (у 1878 році) і подальшої анексії (у 1908 році) Боснії і Герцеговини Австро-Угорщиною, після розпаду якої в 1918 році приєднався до Королівства сербів, хорватів і словенців (Югославія з 1929 року). Під час Другої світової війни Неум належав фашистській Хорватії, і остаточно боснійським став в 1945 році, коли у складі Югославії були утворені союзні республіки. З виходом в 1992 році Боснії і Герцеговини з СФРЮ, на півночі і на півдні Неуму з'явилися прикордонні пости.

## Економіка
Економіка Неума базується на туризмі, причому гроші надходять не лише від відпочивальників в місцевих готелях, але і від транзитних туристів, що мандрують Хорватією до Дубровник і в Чорногорію і зупиняються в Неумі, щоб скупитися в місцевих крамницях, оскільки крам в Боснії значно дешевший, ніж в Хорватії, а за міждержавною угодою про вільний транзит Боснія і Герцеговина має вільний безперешкодний транзит до Хорватії і назад через "неумський коридор" людей, багажу, товарів і транспортних засобів. Жодні нарахування, митні збори, податки і інші аналогічні збори відносно транзитного руху не застосовуються. Цим, до речі, користуються і жителі довколишніх хорватських населених пунктів, навідуючись до Неума по покупки. Однак, по завершенні будівництва Пелєшацького мосту, по якому в майбутньому здійснюватиметься безперервний рух по всій хорватській Далмації і відпаде потреба в проїзді через сусідню країну, «шопінг-транзитне» поповнення бюджету Неума впаде.